# Open Universiteit Nederland

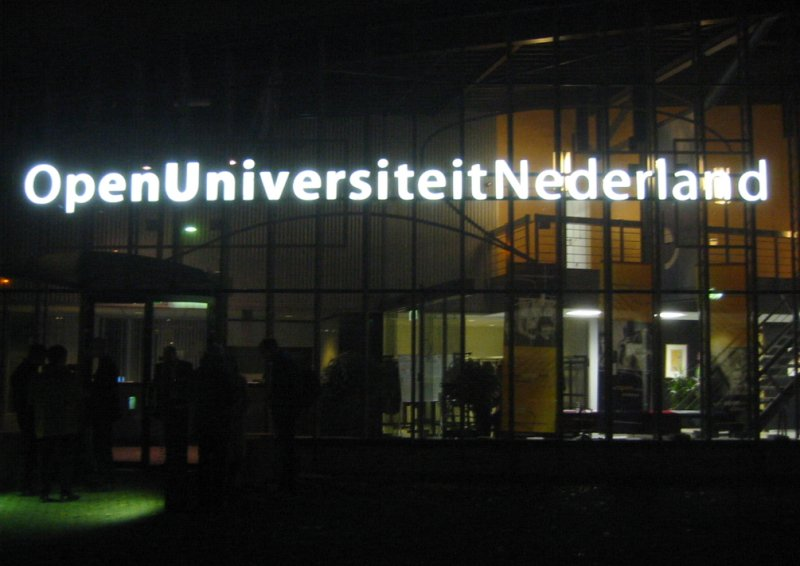
Fernuniversität der Niederlande in Heerlen

Die Open Universiteit Nederland (Open Universiteit, deutsch Offene Universität) ist eine 1984 gegründete niederländische Fernuniversität mit Sitz in Heerlen, Niederlande.

## Studienangebot
Neben Regulärstudien in Kulturwissenschaften, Informatik und Informationswissenschaft, Managementwissenschaften, Naturwissenschaften, Erziehungswissenschaften, Psychologie und Rechtswissenschaften, die mit dem Bachelor of Science (BSc) oder Master of Science (MSc) abgeschlossen werden können, gibt es akademische Weiterbildungsprogramme und die Möglichkeit, an der Open University Graduate School (OUGS) zu promovieren.

## Zulassungsvoraussetzungen
Die Open Universiteit hat sich der offenen universitären Lehre verschrieben. Ein Mindestalter von 18 Jahren, das Beherrschen der niederländischen und englischen Sprachen sowie allgemeine Kenntnisse auf HAVO und WVO-Ebene gelten als Voraussetzungen, um ein Studium aufzunehmen. Einer Hochschulzugangsberechtigung bedarf es nicht.

## Anerkennung
Die Hochschulabschlüsse sind gemäß der Niederländisch-Flämischen Akkreditierungsorganisation (NVAO) sowie des Dutch Qualification Framework (NLQF) als Teil des European Qualifications Framework (EQF) akkreditiert. Durch den Bologna-Prozess sind niederländische Studienabschlüsse zudem in 45 europäischen Ländern, darunter auch in Deutschland, anerkannt.

## Kosten
Die Gebühren für ein Studium richten sich nach dem Studienpunkt, der Vorbildung und der Nationalität. Für niederländische Staatsangehörige beträgt die gesetzliche Studiengebühr für Bachelor- und Masterstudiengänge 65,11 Euro pro Studienpunkt und für internationale Studenten zwischen 107,49 Euro und 143,49 Euro pro Studienpunkt, je nach Abschlussgrad.
Der Einheimischentarif gilt auch für Studenten, die eine der folgenden Staatsbürgerschaften haben:

Nicht-EWR-Staaten: Schweiz, Surinam, Großbritannien (für letztere brexitbedingt auslaufend)

EWR-Staaten: Belgien, Bulgarien, Zypern, Dänemark, Deutschland, Estland, Finnland, Frankreich, Griechenland, Ungarn, Irland, Italien, Kroatien, Lettland, Liechtenstein, Litauen, Luxemburg, Malta, Norwegen, Österreich, Polen, Portugal, Rumänien, Slovakei, Slowenien, Spanien, Tschechien, Island, Schweden.
Der Einheimischentarif wird ferner für in den Niederlanden ansässige Studenten angewendet, die aus sonstigen Gründen von Gesetzes wegen den Niederländischen Staatsbürgern gleichgestellt sind.

## Bundesausbildungsförderung
Studierende aus Deutschland können für ein Studium kein BAföG erhalten, da die deutsche Rechtsprechung davon ausgeht, dass ein Studium an einer Open University nicht gleichwertig mit einem Studium an einer deutschen Hochschule ist. Das Urteil betraf ursprünglich die The Open University (OU) in Milton Keynes im Vereinigten Königreich und ist bislang auch für vergleichbare Open Universities anzuwenden.

## Bekannte Studierende und Absolventen
- Geert Wilders (niederländischer Politiker)
- Maria van der Hoeven (niederländische Politikerin)